# Lidia Yuknavitch
Lidia Yuknavitch (18 giugno 1963) è una scrittrice, docente e editrice statunitense.

## Biografia
Cresciuta con un padre violento che attaccava verbalmente, fisicamente e sessualmente lei e sua sorella, nell'indifferenza della madre che soffriva di alcolismo, adolescente, fu notata da un allenatore attento e metodico che l’aiutò ad avviarsi verso il suo sogno di diventare una nuotatrice professionista. La famiglia si trasferì in Florida per favorire il suo allenamento, ma Lidia iniziò a bere. Frequentò poi un college in Texas grazie a una borsa di studio ottenuta in virtù del suo talento sportivo, coltivando la speranza di accedere alla nazionale olimpionica di nuoto. Il boicottaggio delle Olimpiadi di Mosca nel 1980, assieme alla sua dipendenza da droga e alcol, misero fine alla sua carriera di nuotatrice. Si trasferì a Eugene in Oregon dopo aver perso borsa di studio e si iscrisse all'università dell'Oregon.

## Carriera universitaria
Conseguito un dottorato in Letteratura Inglese presso l'università dell'Oregon, insegna scrittura, letteratura, cinema, e studi sulle donne, e fa parte della Eastern Oregon University, per quanto riguarda i corsi di studio di secondo livello. Ha anche insegnato al Mt. Hood Community College.

## Vita privata
Si è sposata tre volte con uomini, e ha anche intrecciato relazioni con donne, come Kathy Acker. Vive a Portland, in Oregon, con il regista Andy Mingo e loro figlio Miles. Assieme gestiscono la Chiasmus Press, una micro casa editrice.

## Scrittura
Nel biennio 1987-1988, allora nota con il nome di Lidia Yukman, prese parte a un corso di scrittura impartito da Ken Kesey all'università dell'Oregon, che ha prodotto il libro Caverns. Le sue opere sono state pubblicate nelle riviste Guernica, Ms., The Iowa Review, Zyzzyva, Another Chicago Magazine, The Sun, Exquisite Corpse e TANK. E' associata allo scrittore Chuck Palahniuk, che ha scritto l’introduzione del suo romanzo Dora: un caso clinico, Chelsea Cain, che ha scritto l’introduzione di The Chronology of Water, Monica Drake, Cheryl Strayed e Tom Spanbauer.
Lo scritto autobiografico del 2011, The Chronology of Water, le ha fatto guadagnare l’attenzione di molti lettori;  in una recensione sull'Huffington Post si legge che, a due anni dalla sua pubblicazione, il libro "continua a espandersi su blog e nei commenti dei social media". La scrittrice ha dichiarato di aver cominciato a scriverlo per una sorta di sfida con Chuck Palahniuk relativa ai libri di memorie. Il titolo trae origine da una storia breve scritta da lei durante un workshop di scrittura con Diana Abu-Jaber. L’immagine di copertina ritrae una donna nuda nell'acqua, il cui seno, lei e il suo editore hanno optato per coprire con una benda.
Dora: un caso clinico, è un romanzo su Dora, la paziente di un famoso caso clinico di Sigmund Freud. La donna aveva perso la voce e l'autrice ha scritto che voleva 'restituire a Dora la sua voce e rispondere a Freud'. Nel 2014, il libro venne preso in considerazione per un film di Katherine Brooks.
The Small Backs of Children, pubblicato nel 2015, è stato elogiato da Kirkus Reviews, in cui viene definito un "romanzo coraggioso e coinvolgente".

## Opere
- Thrust: A Novel. Riverhead Books. 2022.
  - L'impulso, Milano, Nottetempo, 2024.
- The Book of Joan, Harper, 2017
  - Il libro di Joan, EInaudi, 2019.
- The Small Backs of Children. Harper. 2015.
  - Lasciarsi cadere, Milano, Nottetempo, 2023.
- Dora: A Headcase, Hawthorne Books. 2012.
  - Dora: un caso clinico, Milano, Indiana, 2013.
- The Chronology of Water. Hawthorne Books. 2011.
  - La cronologia dell'acqua, Milano, Nottetempo, 2022.
- Real to Reel. Fiction Collective 2. 2003.
- Allegories of Violence. Routledge. 2000.
- Liberty's Excess: Fictions. Fiction Collective 2. 2000.
- Her Other Mouths. House of Bones Press. 1997.
- Caverns. Penguin Books. 1990.

## Premi
The Chronology of Water
- 2012, Readers' Choice Oregon Book Award
- 2012, Finalista, PEN Center USA Creative Nonfiction Award
- 2012, Pacific Northwest Booksellers Association Award
- 2011, Miglior Libro dell'Anno, The Oregonian